# Глазенапы
Глазенапы (нем. Glasenapp; Глазенапп) — русско-немецкий и собственно немецкий дворянский род.
Родоначальник — Антон Глазенап из Померании поселился в Лифляндии в первой половине XVI века. Получившие в Российской империи известность представители рода были потомками шведского полковника Казимира Генриха Глазенапа (ум. 1710), который был взят в плен русскими в 1702 году в битве при Гуммельсгофе, но в следующем году был освобождён.
Род Глазенапов внесён в матрикулы Лифляндского и Эстляндского дворянства и записан во II часть родословных книг Саратовской и Тверской губерний.
Род Глазенапов имел также собственно немецкую ветвь, члены которой оставались в Померании и не переселялись в Лифляндию. Представители этой ветви, по большей части, состояли на прусской, значительно реже — на саксонской службе.

## Известные представители русской ветви рода
- Глазенап, Александр Григорьевич (1793 — до 1876) — генерал-лейтенант (1847).
- Глазенап, Богдан Александрович  (1811—1892) — адмирал (1869).
- Глазенап, Владимир:[править]  -  Глазенап, Владимир Александрович (1812—1895) — контр-адмирал, тайный советник.
  -  Глазенап, Владимир Григорьевич (1784—1862) — генерал-лейтенант, участник Наполеоновских войн.
- Глазенап, Григорий Иванович (1751—1819) — генерал-лейтенант, один из главных деятелей покорения Кавказа, командир отдельного Сибирского корпуса.
- Глазенап, Карл:[править]  -  Глазенап, Карл Иванович (1745 — ок. 1802) — Волынский и Оренбургский гражданский губернатор, тайный советник.
  -  Глазенап, Карл Фридрих (1847—1915) — писатель, исследователь жизни и творчества немецкого композитора Рихарда Вагнера.
- Глазенап, Павел Александрович (1818—1882) — инженер-путеец, инспектор Царскосельской и Петергофской железных дорог, автор ряда трудов по железнодорожной тематике.
- Глазенап, Пётр Владимирович (1882—1951) — генерал-лейтенант (1919), участник Белого движения.
- Глазенап, Роман Григорьевич (?—1835) — генерал-майор (1829), участник Наполеоновских войн.
- Глазенап, Сергей Павлович (1848—1937) — учёный-астроном.

## Гербы

### Описание герба русских дворян Глазенапов
В золотом щите лазоревое стропило.
На щите дворянский коронованный шлем. Нашлемник: три страусовых пера: среднее лазоревое, крайние золотые. 
Намёт на щите лазоревый, подложенный золотом.
Герб Глазенапов внесён в Часть 19 Общего гербовника дворянских родов Всероссийской империи, стр. 111.
Этот герб представлен в шаблоне статьи.

### Герб немецкой ветви рода
Глазенапы, остававшиеся в Германии, пользовались практически идентичным гербом, с заменой всех лазоревых элементов на алые (пурпурные), и иным нашлемником, повторявшим основную гербовую фигуру их родового герба — стропило (шеврон). На этом гербе также был изображён моренкопф в правом нижнем краю гербового щита.

## В культуре
Необычная фамилия при значительной известности привлекла внимание графа А. К. Толстого и братьев Алексея, Владимира и Александра Жемчужниковых, писавших сатирические стихи под общим псевдонимом Козьма Прутков.
В одном из «произведений Козьмы Пруткова» Глазенап упоминается неоднократно:
7.
- Не бракуй рекрута за то, что ряб,
- Не всякий в армии Глазенап.

36.
- Не говори в походе: я слаб,
- Смотри, как шагает Глазенап[Комм. 1].

41.
- Марш вперед! Ура… Россия!
- Лишь амбиция была б!
- Брали форты не такие
- Бутеноп и Глазенап!